# Ponticola ratan
Ponticola ratan is een  straalvinnige vissensoort uit de familie van grondels (Gobiidae). De wetenschappelijke naam van de soort is voor het eerst geldig gepubliceerd in 1840 door Nordmann als Gobius ratan.